# 溢河镇
溢河镇，是中华人民共和国陕西省安康市岚皋县一个已撤销的乡级行政区，2015年，陕西省民政厅批复同意撤销溢河镇，将其所辖的溢河、佘梁、新湾、高桥、宏大、台子、天池、展望8个村划归南宫山镇，新建村划归蔺河镇。